# Cryphia fulvisparsa
Cryphia fulvisparsa là một loài bướm đêm trong họ Noctuidae.